# Peter Polansky
Peter Polansky (* 15. Juni 1988 in North York, Ontario) ist ein kanadischer Tennisspieler.

## Karriere
Peter Polansky spielt hauptsächlich auf der ATP Challenger Tour und der ITF Future Tour.
Er konnte bislang zehn Einzel- und zwei Doppelsiege auf der ITF Future Tour feiern. Auf der ATP Challenger Tour siegte er bislang einmal im Einzel und siebenmal in der Doppelkonkurrenz, davon unter anderem zweimal in Granby sowie je einmal in Lexington und Burnie.
Auf der ATP World Tour gelangen ihm bisher noch keine größere Erfolge. Er nimmt seit 2006 vereinzelt an Turnieren der höchsten Kategorie teil, überstand jedoch bislang noch nie die zweite Runde. Seine besten Ergebnisse sind das Erreichen der zweiten Runde bei den US Open 2010 und beim Canada Masters 2009. Seine beste Platzierung im Einzel erreichte er am 25. Juni 2018 mit Position 110 der Tennis-Weltrangliste.
Er spielte 2007 erstmals für das kanadische Davis-Cup Team und hat eine Bilanz von 8:6.

## Sonstiges
Polansky brachte 2018 das Kunststück zustande bei allen vier Grand-Slam-Turnieren die letzte Runde der Qualifikation zu verlieren und trotzdem – wegen Rückzügen oder Verletzungen anderer Spieler – als Lucky Loser ins Hauptfeld einzuziehen. Vor ihm hat dies kein Tennisspieler geschafft.

## Erfolge
| Legende (Anzahl der Siege)  |
| Grand Slam                  |
| ATP World Tour Finals       |
| ATP World Tour Masters 1000 |
| ATP World Tour 500          |
| ATP World Tour 250          |
| ATP Challenger Tour (22)    |

### Einzel

#### Turniersiege
| Nr. | Datum              | Turnier  | Belag         | Finalgegner    | Ergebnis         |
| --- | ------------------ | -------- | ------------- | -------------- | ---------------- |
| 1.  | 13. Oktober 2013   | Tiburon  | Hartplatz     | Matthew Ebden  | 7:5, 6:3         |
| 2.  | 14. August 2016    | Gatineau | Hartplatz     | Vincent Millot | 3:6, 6:4 Aufgabe |
| 3.  | 29. Juli 2018      | Granby   | Hartplatz     | Ugo Humbert    | 6:4, 1:6, 6:2    |
| 4.  | 22. September 2019 | Columbus | Hartplatz (i) | J. J. Wolf     | 6:3, 7:64        |

### Doppel

#### Turniersiege
| Nr. | Datum              | Turnier       | Belag         | Partner            | Finalgegner                         | Ergebnis           |
| --- | ------------------ | ------------- | ------------- | ------------------ | ----------------------------------- | ------------------ |
| 1.  | 13. Juli 2008      | Granby (1)    | Hartplatz     | Philip Bester      | Alberto Francis Nicholas Monroe     | 2:6, 6:1, [10:5]   |
| 2.  | 4. Februar 2011    | Burnie        | Hartplatz     | Philip Bester      | Marinko Matosevic Jose Statham      | 6:4, 3:6, [14:12]  |
| 3.  | 20. Juli 2013      | Granby (2)    | Hartplatz     | Érik Chvojka       | Adam El Mihdawy Ante Pavić          | 6:4, 6:3           |
| 4.  | 27. Juli 2013      | Lexington (1) | Hartplatz     | Frank Dancevic     | Bradley Klahn Michael Venus         | 7:5, 6:3           |
| 5.  | 5. Juli 2014       | Manta         | Hartplatz     | Chase Buchanan     | Luis David Martínez Eduardo Struvay | 6:4, 6:4           |
| 6.  | 27. Juli 2014      | Lexington (2) | Hartplatz     | Adil Shamasdin     | Chase Buchanan James McGee          | 6:4, 6:2           |
| 7.  | 28. September 2014 | Napa          | Hartplatz     | Adil Shamasdin     | Bradley Klahn Tim Smyczek           | 7:60, 6:1          |
| 8.  | 25. Juli 2015      | Granby (3)    | Hartplatz     | Philip Bester      | Enzo Couacaud Luke Saville          | 6:75, 7:62, [10:7] |
| 9.  | 19. Februar 2016   | Morelos       | Hartplatz     | Philip Bester      | Marcelo Arévalo Sergio Galdós       | 6:4, 3:6, [10:6]   |
| 10. | 18. September 2016 | Cary          | Hartplatz     | Philip Bester      | Stefan Kozlov Austin Krajicek       | 6:2, 6:2           |
| 11. | 13. November 2016  | Knoxville     | Hartplatz (i) | Adil Shamasdin     | Ruben Bemelmans Joris De Loore      | 6:1, 6:3           |
| 12. | 7. Mai 2017        | Savannah      | Sand          | Neal Skupski       | Luke Bambridge Mitchell Krueger     | 4:6, 6:3, [10:1]   |
| 13. | 20. Mai 2018       | Bordeaux      | Sand          | Bradley Klahn      | Guillermo Durán Máximo González     | 3:6, 6:3, [10:7]   |
| 14. | 23. September 2018 | Columbus (1)  | Hartplatz (i) | Tommy Paul         | Gonzalo Escobar Roberto Quiroz      | 6:3, 6:3           |
| 15. | 13. Juli 2019      | Winnipeg      | Hartplatz     | Darian King        | Hunter Reese Adil Shamasdin         | 7:68, 6:3          |
| 16. | 13. Oktober 2019   | Fairfield     | Hartplatz     | Darian King        | André Göransson Sem Verbeek         | 6:4, 3:6, [12:10]  |
| 17. | 12. Juni 2021      | Orlando       | Hartplatz     | Christian Harrison | JC Aragone Nicolás Barrientos       | 6:2, 6:3           |
| 18. | 25. September 2021 | Columbus (2)  | Hartplatz (i) | Stefan Kozlov      | Andrew Lutschaunig James Trotter    | 7:5, 7:65          |